# 惡魔城 默示錄外傳
《惡魔城 默示錄外傳》，是日本科樂美集團旗下遊戲部門所開發的惡魔城系列動作遊戲，這是在任天堂64上的第二作。

## 劇情
故事發生在《惡魔城 默示錄》之前。